# القناة 9 (إسرائيل)
القناة 9 (بالعبرية: ערוץ 9) هو محطة تلفزيونية في إسرائيل، والمعروف سابقا باسم إسرائيل بلس . يبث في المقام الأول باللغة الروسية ، مع الترجمة العبرية أو بدونها ، ولكنه يبث أيضًا بعض العروض باللغة العبرية مع ترجمة روسية. اعتبارًا من 2013 ، مملوكة بشكل أساسي للمستثمر ألكسندر ليفين .